# Галецеану (Арђеш)
Галецеану (рум. Gălețeanu) насеље је у Румунији у округу Арђеш у општини Појана Лакулуј. Oпштина се налази на надморској висини од 362 m.

## Становништво
Према подацима из 2002. године у насељу је живело 147 становника, од којих су сви румунске националности.